# 文化里 (臺東縣)
文化里為一臺灣臺東市轄下的行政區，範圍今東北以四維路為界，西南至臺東舊鐵道為界，東南至中山路為界，西北至博愛路。2023年11月總計有14鄰，962戶，總人口數2,304人。本區為臺東市主要行政中心所在，轄內包括臺東縣政府、臺東市公所、臺東縣警察局、臺東大學附設實驗國小及附設幼兒園等重要機關學校:229。 

## 歷史
本區在清代屬臺東直隸州南鄉寶桑庄，明治44年(1911)屬臺東廳直轄卑南區南鄉卑南街，昭和12年屬臺東廳臺東郡臺東街大字北町。本區在戰後改為文化里，後於民國59年(1970)新增民族里，民國64年(1975)新增自強里:229，自本區析分成兩個里。民國110年10月17日臺東市行政轄區自46個里調整為38個里，民權里整併入文化里。

## 設施

### 政府機關
- 臺東縣政府
- 臺東縣警察局
- 臺東市公所
- 臺東縣臺東市戶政事務所
- 臺東市民代表會
- 農田水利署臺東管理處
- 臺東市公園路燈管理所

### 交通設施
- 臺東轉運站
- 鼎東客運海線營運區臺東總站

### 醫療設施
- 衛福部臺東醫院

### 文教設施
- 國立臺東大學附設實驗國民小學

### 文化資源/文化資產
- 臺東舊站機關車庫(鐵道藝術村)
- 臺東市長官舍建築群(臺東市寶町藝文中心)
- 臺東市民權里日式建築宿舍群

### 遊憩設施
- 鐵花村音樂聚落及鐵花村新聚落
- TTstyle原創館臺東波浪屋
- 臺東縣旅遊服務中心

### 其他
- 正氣路觀光夜市
- 家樂福
- 全聯中山店